# Socialismo tropicale
Socialismo tropicale è un singolo del gruppo musicale italiano Lo Stato Sociale, pubblicato il 22 dicembre 2017.
Il singolo è stato realizzato per ricordare la tragedia di Portopalo, quando nella notte tra il 24 e il 25 dicembre 1996 morirono 283 migranti al largo di Portopalo di Capo Passero.

## Tracce
1. Socialismo tropicale – 4:26